# فرانسيس رينز
فرانسيس رينز (بالإنجليزية: Frances Raines)‏ هي ممثلة أمريكية، ولدت في 17 يوليو 1962.

## وصلات خارجية
- فرانسيس رينز على موقع IMDb (الإنجليزية)
- فرانسيس رينز على موقع أول موفي (الإنجليزية)
- فرانسيس رينز على موقع قاعدة بيانات الفيلم (الإنجليزية)
- فرانسيس رينز على موقع كينوبويسك (الروسية)